# Свази лилангени
Лилангени (множествено число: емалангени, код по ISO 4217: СЗЛ) е валутата на Есватини и се подразделя на 100 цента. Валутата се управлява от Централната банка на Есватини, като е разрешена от краля и неговото семейството. Южноафриканският ранд също се приема в страната. Подобно на лотите на Лесото, има съкращения в единствено и множествено число.

## История
Валутата е въведена през 1974 г. наравно с южноафриканския ранд чрез обща парична зона, към която остава обвързан при обменен курс едно към едно.
Името на валутата произлиза от емаЛангени, термин, използван за описание на предците на хората от Свази, които са мигрирали в Свазиленд (днешно Есватини) през XVIII – XIX век. Днес инфлацията на валутата е 4,9%.